# Il signor Puntila e il suo servo Matti
Il signor Puntila e il suo servo Matti è un'opera teatrale di Bertolt Brecht. Ispirato ai racconti della scrittrice estone-finlandese Hella Wuolijoki, fu composto in Finlandia tra il 1940 e il 1941 e portato in scena per la prima volta a Zurigo nel 1948.

## Trama
Il signor Puntila è un ricco proprietario terriero che soffre di uno strano male: quando è ubriaco, il che è quasi la norma, è buono, ama il prossimo, ritiene indegno sfruttare i suoi dipendenti. Tuttavia una specie di riserva mentale gli impedisce di prendere decisioni che potrebbero danneggiare il suo patrimonio. Quando è sobrio diventa invece cattivo, cinico e calcolatore.  Ha promesso in sposa sua figlia Eva a un diplomatico pieno di problemi, convinto che questo matrimonio gli garantisca una promozione sociale, non curandosi minimamente della felicità della ragazza. Un grande spessore umano caratterizza il suo autista Matti, che in parte asseconda le follie dell'uomo cercando, però, di fare sì che l'uomo mantenga un po' di umanità anche quando è sobrio. Durante la festa di nozze della figlia prevale il lato cattivo di Puntila, che lo porta a cacciare via lo sposo e ad annullare il matrimonio. Puntila fa fidanzare quindi la figlia con Matti, che rifiuta e abbandona il padrone affermando che le crisi di umanità intermittenti, anziché essere un bene per i poveri, confondono le idee e impediscono ai servi di prendere consapevolezza della loro condizione di servi.

## Personaggi
Il personaggio di Puntila riprende, per ammissione dello stesso autore, quello dell'"eccentrico milionario" di Luci della città (1931), uno dei più celebri film di Charlie Chaplin, un ricco uomo d'affari allegro e prodigo con gli amici quando è ubriaco ma avaro e cinico da sobrio. Secondo la critica, Chaplin con questo personaggio avrebbe realizzato una geniale sintesi della società capitalista, nella sua essenziale ambivalenza di comunità dove tutto è concesso ma dalla quale nessuno è libero. Questa stessa idea di una società schizofrenica e allo stesso tempo allegra e cinica viene ripresa appunto dal lavoro brechtiano, a cominciare dalla figura del suo protagonista Puntila.